# Stephen Byers
Stephen John Byers (ur. 13 kwietnia 1953 w Wolverhampton), brytyjski polityk, minister w rządach Tony’ego Blaira, członek Partii Pracy.
Wykształcenie odebrał w Wymondham College, City of Chester Grammar School oraz w Chester College of Further Education. Następnie ukończył prawo na Liverpool John Moores University, po czym zaczął wykładać prawo na Northumbria University w Newcastle. W 1980 r. został wybrany do rady dystryktu North Tyneside. W latach 1985–1992 był wiceprzewodniczącym tej rady. W 1983 r. podjął pierwszą próbę dostania się do Izby Gmin, ale przegrał wybory w okręgu Hexham, gdzie zajął trzecie miejsce tracąc do zwycięzcy, konserwatysty Geoffreya Ripona, ok. 14 000 głosów. Do parlamentu dostał się dopiero w 1992 r. jako reprezentant okręgu Wallsend.
W 1993 r. został członkiem komisji spraw wewnętrznych. Zaliczał się do grona zwolenników reform w partii dokonywanych przez ekipę Tony’ego Blaira. W 1995 r. został głównym mówcą opozycji ds. edukacji i zatrudnienia. Po zwycięskich dla Partii Pracy wyborach 1997 r. (podczas których startował z okręgu North Tyneside, ponieważ jego okręg Wallsend został zlikwidowany) Byers został ministrem stanu w departamencie edukacji i zatrudnienia odpowiedzialnym za standardy szkolne. Już wkrótce zwrócił na siebie uwagę mediów, kiedy w wywiadzie udzielonym BBC powiedział, że 8 razy 7 równa się 54.
Byers został członkiem gabinetu w lipcu 1998 r., kiedy to został naczelnym sekretarzem skarbu oraz członkiem Tajnej Rady. W grudniu 1998 r., po nagłej rezygnacji Petera Mandelsona, został ministrem handlu i przemysłu. Po wyborach 2001 r. został mianowany ministrem transportu, samorządów lokalnych i regionów. Działalność Byersa na tym stanowisku rychło stała się przedmiotem krytyki. Jej pierwszym powodem była odmowa ministra udzielenia finansowego wsparcia zadłużonego operatora brytyjskich linii kolejowych – Railtracka. Ostatecznie rząd, pod naciskiem City wypłacił odszkodowania akcjonariuszom Railtracku.
W tym samym czasie wybuchł skandal związany z e-mailem wysłanym 11 września 2001 r. przez doradczynię ministra, Jo Moore, w którym napisała, że dokonanego tego dnia ataki terrorystyczne stanowią dobrą okazję, aby ukryć to co powinniśmy pogrzebać. E-mail wywołał krytykę, głównie w związku z użytym w nim słowem bury ("pogrzebać"). Byers i Moore przetrwali jednak tę sprawę, która wybuchła jednak ponownie w lutym 2002 r., kiedy prasa ujawniła e-mail, w którym Moore pisała, że chce "pogrzebać" niewygodne statystyki dotyczące kolei w dniu pogrzebu księżniczki Małgorzaty.
Tym razem presja prasy doprowadziła do ustąpienia Moore i zachwiania pozycji Byersa. Do tego doszła krytyka polityki transportowej rządu ze strony parlamentarnej komisji transportu i ciągnąca się od kilku lat sprawa z czasów, kiedy Byers był ministrem handlu i przemysłu. Zezwolił on wówczas wydawcy magazynów pornograficznych, Richardowi Desmondowi, na zakup Daily Express. Presja wywierana na Byersa stała się tak silna, że 28 maja 2002 r. minister podał się do dymisji.
Byersowi udało się obronić mandat parlamentarny w wyborach 2005 r. W 2009 r. ogłosił jednak, że nie zamierza po raz kolejny ubiegać się o mandat parlamentarny.